# Matteo Garrone
Matteo Garrone, né le 15 octobre 1968 à Rome, est un réalisateur de cinéma italien.

## Biographie
Matteo Garrone sort en 2008 le film Gomorra. Le film est inspiré du livre de dénonciation de la Camorra du journaliste napolitain Roberto Saviano. Pour ce film, Garrone reçoit le Grand prix du jury au Festival de Cannes 2008. Gomorra remporte aussi le prix du meilleur film européen aux Prix du cinéma européen. 
En 2012, sort le film Reality. Ce drame raconte l'histoire d'un homme participant à une émission de téléréalité. Le film remporte le Grand prix du jury au Festival de Cannes. 

## Filmographie

### Réalisateur
- 1996 : Silhouette (court métrage)
- 1996 : Terra di mezzo
- 1998 : Ospiti
- 2000 : Estate romana
- 2002 : L'Étrange Monsieur Peppino (L'Imbalsamatore)
- 2004 : Primo amore
- 2008 : Gomorra
- 2012 : Reality
- 2015 : Tale of Tales (Il racconto dei racconti)
- 2018 : Dogman
- 2019 : Pinocchio
- 2023 : Moi, capitaine (Io capitano)

### Acteur
- 2017 : Piazza Vittorio d'Abel Ferrara

## Distinctions
- Festival de Cannes 2008 : Grand prix du jury pour Gomorra
- David di Donatello 2009 : meilleur réalisateur pour Gomorra
- Festival de Cannes 2012 : Grand prix du jury pour Reality
- David di Donatello 2016 : meilleur réalisateur pour Tale of Tales
- Rubans d'argent 2018 : meilleur réalisateur pour Dogman
- David di Donatello 2019 : 
  - meilleur réalisateur pour Dogman
  - meilleur scénario original pour Dogman
- Rubans d'argent 2020 : meilleur réalisateur pour Pinocchio[1]
- Mostra de Venise 2023 : Lion d'argent du meilleur réalisateur pour Moi, capitaine
- David di Donatello 2024 : meilleur réalisateur pour Moi, capitaine
- Festival du film de société de Royan 2023 : prix du jury professionnel et prix du public pour Moi, capitaine